# Carlos Varela Nestier
Carlos Varela Nestier (Montevideo, 1955) es un político uruguayo que se desempeña como Representante Nacional por el Frente Amplio. 

## Actividades políticas
Varela es militante del Frente Amplio desde su creación en 1971. Desde 1972 a 1990 integró la Unión de Juventudes Comunistas en la cual desempeñó diferentes responsabilidades. 
En 1994 se integra al recientemente fundado sector Asamblea Uruguay, dentro del rente Amplio, cuyo líder es Danilo Astori. Ese mismo año fue elegido Edil departamental por el sector. Un año más tarde, en 1995, es electo Presidente de la Junta Departamental de Montevideo y en 2000 es, nuevamente, reelecto Edil departamental. Y entre los años 2002 y 2005 presidió nuevamente la Junta Departamental montevideana. 
En los comicios de 2004 resulta elegido representante nacional, cargo que ocupó desde el 15 de febrero de 2005. En ese mismo año fue elegido cuarto vicepresidente de la Cámara de Representantes por el período 2005-2006. Fue sucesivamente reelecto en los comicios de 2009, 2014 y 2019.
En 2012 es electo Presidente de la Mesa Departamental de Montevideo del Frente Amplio como candidato de consenso entre todos los sectores que integran este partido político.